# Fylgia Zadig
Fylgia Ester Zadig, född 3 november 1921 i Malmö, död 3 september 1994 i Vejbystrand i Förslövs församling, var en svensk skådespelare.

## Biografi

### Teaterskola och debut på teater och film
Fylgia Zadig gick 1942–1944 på Calle Flygare Teaterskola. Hösten 1944 gjorde hon sin publika debut i en elevuppvisning av Julien Luchaires pjäs Ungdom i fjällen som gavs på Scalateatern.
Zadig engagerades av Per-Axel Branner till Nya teatern där hon våren 1945 debuterade som Ellie May i Erskine Caldwells sydstatsdrama Tobaksvägen.
Med rollen som tjänsteflickan Anna gjorde hon sin filmdebut 1944 i Weyler Hildebrands Mitt folk är icke ditt. Hon kom att göra lite drygt trettio film- och teveframträdanden, i huvudsakligen mindre roller. Av övriga filmer kan nämnas Hasse Ekmans Kungliga patrasket (1945), Ingmar Bergmans Sommarlek (1951) och Mai Zetterlings Nattlek (1966).  

### Riksteatern, Upsala-Gävle stadsteater, privatteater i Stockholm
Zadig turnerade med Riksteatern för första gången på hösten 1948 i Maxwell Andersons skådespel Johanna av Lothringen med Gaby Stenberg i huvudrollen. Hon ingick i teaterchefen Gösta Folkes första ensemble när Upsala-Gävle stadsteater 1951 inledde sin verksamhet och var med korta avbrott anställd där till 1957. Bland hennes många varierande roller på stadsteatern kan nämnas Natasja i Natthärbärget av Maksim Gorkij, Anitra i Ibsens Peer Gynt, Ruth i Jean Anouilhs Älskar, älskar inte mot Ulf Johanson och Agneta Prytz, Dulcie i Sandy Wilsons musikal Boyfriend och Damen i Strindbergs Till Damaskus. Hennes sista roll på stadsteatern var Polly i Brechts Tolvskillingsoperan med bland andra Ingvar Kjellson, Meta Velander och Ernst-Hugo Järegård.
1958 spelade hon på Blancheteatern i Agatha Christies kriminalpjäs Råttfällan med Gunnar Hellström och 1959 var hon på Intiman vid Odenplan i Félicien Marceaus säregna komedi Ägget med bland andra Olof Thunberg, Lena Granhagen och Hanny Schedin. Hon gjorde samma år också Miss Lucy i Tennessee Williams drama Ungdoms ljuva fågel på Vasan, med Gunnel Broström.
1952–1953 medverkade hon i två avsnitt i den amerikanska TV-serien Foreign Intrigue. Den utspelades i Sverige och därför anlitades ett stort antal svenska skådespelare i olika biroller.
Zadig gjorde sin debut i den svenska TV-teatern 1957 i en direktsänd föreställning av Feydeaus enaktare Det syns utifrån. Hon återkom i rutan 1966 som Professorskan i Bengt Lagerkvists TV-serie Hemsöborna med Allan Edwall och Sif Ruud som Carlsson och Madame Flod. Zadig spelade även Fru Linder i Markurells i Wadköping av Hjalmar Bergman med Edvin Adolphson i titelrollen.

### Vid Malmö stadsteater och Riksteatern
Fylgia Zadig engagerades 1960 till Malmö Stadsteater där hon gjorde Maria Stuart mot Berta Hall i Schillers Maria Stuart, som Sandro Malmquist satte upp på Stora scenen. Hon blev 1961 anställd av Riksteatern där hon med kortare avbrott var verksam i tjugo år. Hon turnerade runt hela Sverige med roller som Laura i Strindbergs Fadren, Dorothea Bates i Tennessee Williams Vilse i lustgården, Mary Tyrone i O'Neills Lång dags färd mot natt, Alice i Strindbergs Dödsdansen (1969), Mrs Higgins i My Fair Lady, Fru Peachum i Brechts Tolvskillingsoperan (1975) och Gina Ekdahl i Ibsens Vildanden (1976).
1971 gjorde hon direktörsfrun Claire Marshall i Jack Popplewells kriminalkomedi Skulle det dyka upp flera lik är det bara å ringa! på Lilla teatern i Stockholm, med Agneta Prytz, Brita Billsten och Thomas Ungewitter med flera.
I början av 1980-talet återvände Zadig till Malmö stadsteater med rollen som Xenia i Edward Bonds Sommar där hon och Emy Storm möttes på scenen. Hennes sista roll på teatern var Madame Pernelle i Molières Tartuffe med Halvar Björk i titelrollen.
1981 gjorde Zadig och Gunnar Öhlund huvudrollerna i Sandro Key-Åbergs pjäs Två slår den tredje på TV-teatern och samma år hade hon en gästroll i komediserien Fleksnes fataliteter med Rolv Wesenlund.
Efter pensioneringen medverkade hon i ett par produktioner på Sveriges Television, Yngsjömordet och i Hans Abramsons Villfarelser, 1991.

### Privatliv
Fylga Zadig var dotter till företagsledaren Viggo Zadig och författaren Ester Norinder-Zadig. Hon var 1960 till 1965 gift med skådespelaren Bengt Eklund (1925–1998). Tillsammans hade de barnen Klas Eklund (född 1952) och Lena (född 1954). Hon var vidare farmor till Sigge och Fredrik Eklund.

## Filmografi i urval
- 1944 – Mitt folk är icke ditt
- 1945 – Kungliga patrasket
- 1947 – Folket i Simlångsdalen
- 1948 – Eva
- 1949 – Gatan
- 1949 – Singoalla
- 1949 – Pappa Bom
- 1950 – Fästmö uthyres
- 1950 – Hjärter Knekt
- 1951 – Tull-Bom
- 1951 – Sommarlek
- 1954 –  Flottans glada gossar
- 1956 – Sången om den eldröda blomman
- 1960 – På en bänk i en park
- 1966 – Nattlek
- 1966 – Hemsöborna (TV-serie)
- 1968 – Markurells i Wadköping (TV-serie)
- 1968 – Bombi Bitt och jag (TV-serie)
- 1972 – Klara Lust
- 1976 – Mina drömmars stad
- 1981 – Två slår den tredje
- 1981 – Fleksnes fataliteter (TV-serie) (gästroll)
- 1986 – Yngsjömordet
- 1991 – Villfarelser (TV)

## Teater

### Roller (ej komplett)
| År   | Roll                      | Produktion | Regi                         | Teater                           |
| ---- | ------------------------- | --- | ---------------------------- | -------------------------------- |
| 1945 | Ellie May                 | Tobaksvägen (Tobacco Road) Jack Kirkland                                                                              | Per-Axel Branner             | Nya Teatern                      |
| 1945 | Igna Carpas               | Nattlig ankomst (Ankunft bei Nacht) Hans Rothe                                                                        | Per-Axel Branner             | Nya Teatern                      |
| 1946 |                           | 9 till 6 (Nine Till Six) Aimée Stuart och Philip Stuart                                                               | Tord Stål                    | Nya Teatern                      |
| 1946 | Lizzi                     | Syndafloden Henning Berger                                                                                            | Ragnar Falck                 | Nya Teatern                      |
| 1946 | Honey Turner              | Svart kamrat (Deep Are the Roots) Arnaud d'Usseau och James Gow                                                       | Per-Axel Branner             | Nya Teatern                      |
| 1946 | Ung flicka                | Jag vill kärleken (Eurydice) Jean Anouilh                                                                             | Per-Axel Branner             | Nya Teatern                      |
| 1947 | Manikyristen              | Född igår (Born Yesterday) Garson Kanin                                                                               | Per-Axel Branner             | Nya Teatern                      |
| 1948 | Dottern                   | Henne vi glömmer: Rött i grått (Blodrødt og blegrødt) Carl Erik Soya                                                  | Tord Stål                    | Nya Teatern                      |
| 1949 | Svägerska 1               | Yerma Federico García Lorca                                                                                           | Per-Axel Branner             | Nya Teatern                      |
| 1949 | Miss Eriksen              | Fröjd för stunden (Present Laughter) Noël Coward                                                                      | Per-Axel Branner             | Nya Teatern                      |
| 1949 |                           | Fröjd för stunden (Present Laughter) Noël Coward                                                                      | Ernst Eklund                 | Lisebergsteatern                 |
| 1949 | Marian Almond             | Arvtagerskan (The Heiress) Ruth och Augustus Goetz                                                                    | Per-Axel Branner             | Nya Teatern                      |
| 1951 |                           | Ljusstaken (Le Chandelier) Alfred de Musset                                                                           | Gösta Terserus               | Parkteatern, Stockholm           |
| 1952 | Fula Edith                | Ett drömspel August Strindberg                                                                                        | Gösta Folke                  | Upsala-Gävle stadsteater         |
| 1952 | Dinks                     | Man till salu (The Bottom of the Pile) Ernest Vajda och Clement Scott Gilbert                                         | Per-Axel Branner             | Nya Teatern                      |
| 1954 |                           | Ont blod (The Bad Seed) Maxwell Anderson                                                                              | Per-Axel Branner             | Alléteatern, Stockholm           |
| 1954 | Natasja                   | Natthärbärget (На дне, Na dne) Maksim Gorkij                                                                          | Hans Dahlin                  | Upsala-Gävle stadsteater         |
| 1955 | Anitra                    | Peer Gynt Henrik Ibsen                                                                                                | Börje Mellvig                | Upsala-Gävle stadsteater         |
| 1955 | Higa Jiga                 | Thehuset Augustimånen (The Teahouse of the August Moon) John Patrick                                                  | Palle Granditsky             | Upsala-Gävle stadsteater         |
| 1955 |                           | Babels torn Lars Helgesson                                                                                            | Lars Barringer               | Upsala-Gävle stadsteater         |
| 1955 | Maria Magdalena           | Judas (Un nommé Judas) Claude-André Puget och Pierre Bost                                                             | Lars Barringer               | Upsala-Gävle stadsteater         |
| 1956 |                           | Boyfriend (The Boy Friend) Sandy Wilson                                                                               | Lars Barringer               | Upsala-Gävle stadsteater         |
| 1956 | Thérèse                   | Skuggan av Mart Stig Dagerman                                                                                         | Lars Barringer               | Upsala-Gävle stadsteater         |
| 1957 |                           | Ont blod (The Bad Seed) Maxwell Anderson                                                                              | Per-Axel Branner             | Alléteatern                      |
| 1957 | Fru Mamajev               | En skojares dagbok (На всякого мудреца довольно простоты, Na vsjakogo mudreca dovol’no prostoty) Aleksandr Ostrovskij | Josef Halfen                 | Lilla Teatern                    |
| 1958 | Mildred Peake             | Spindelnätet (The Spider's Web) Agatha Christie                                                                       | Gösta Cederlund              | Lilla Teatern                    |
| 1958 | Nille                     | Jeppe på berget (Jeppe paa Bierget) Ludvig Holberg                                                                    | Josef Halfen                 | Lilla teatern                    |
| 1958 | Miss Casewell             | Råttfällan (The Mouse Trap) Agatha Christie                                                                           | Börje Mellvig                | Blancheteatern                   |
| 1959 | Miss Lucy                 | Ungdoms ljuva fågel (Sweet Bird of Youth) Tennessee Williams                                                          | Per Gerhard                  | Vasateatern                      |
| 1960 | Maria Stuart              | Maria Stuart Friedrich von Schiller                                                                                   | Sandro Malmquist             | Malmö stadsteater                |
| 1961 | Laura                     | Fadren August Strindberg                                                                                              | Anders Henriksson            | Riksteatern                      |
| 1962 |                           | Vilse i lustgården (Period of Adjustment) Tennessee Williams                                                          | Eva Sköld                    | Riksteatern                      |
| 1963 | Hilma                     | Änkeman Jarl Vilhelm Moberg                                                                                           | Per-Axel Branner             | Skansens friluftsteater          |
| 1964 | Fru Linde                 | Ett dockhem (Et Dukkehjem) Henrik Ibsen                                                                               | Lars Barringer               | Norrköping-Linköping stadsteater |
| 1964 | Fru Dupont                | Grop åt andra (Le Grande oreille) Pierre-Aristide Bréal                                                               | Lars Barringer               | Norrköping-Linköping stadsteater |
| 1964 | Natalija Ivanovna         | Tre systrar (Три сeстры, Tri sestry) Anton Tjechov                                                                    | Lars Barringer               | Norrköping-Linköping stadsteater |
| 1965 | Mrs Warren                | Mrs Warrens yrke (Mrs. Warren’s Profession) George Bernard Shaw                                                       | Sture Ericson                | Norrköping-Linköping stadsteater |
| 1969 | Mary Tyrone               | Lång dags färd mot natt (Long Day's Journey into Night) Eugene O'Neill                                                | Sandro Malmquist             | Riksteatern                      |
| 1969 | Alice                     | Dödsdansen August Strindberg                                                                                          | Sandro Malmquist             | Riksteatern                      |
| 1972 | Claire Marshall Mrs Piper | Skulle det dyka upp flera lik är det bara å ringa! (Busybody) Jack Popplewell                                         | Stig Ossian Ericson          | Lilla teatern/ Riksteatern       |
| 1975 | Mrs Peachum               | Tolvskillingsoperan (Die Dreigroschenoper) Bertolt Brecht och Kurt Weill                                              | Claes Fellbom                | Riksteatern                      |
| 1976 |                           | Gisslan (The Hostage) Brendan Behan                                                                                   | Tom Lagerborg                | Riksteatern                      |
| 1982 |                           | Maratondansen (They Shoot Horses, Don’t They?) Horace McCoy                                                           | Lucian Giurchescu            | Malmö stadsteater                |
| 1983 | Xenia                     | Sommar (Summer) Edward Bond                                                                                           | Göran Stangertz Olov Fältman | Malmö stadsteater                |
| 1983 | Fru Pernelle              | Tartuffe (Tartuffe, ou l'Imposteur) Molière                                                                           | Eva Sköld                    | Malmö stadsteater                |

## Radioteater
| År   | Roll                           | Produktion                                        | Regi               |
| ---- | ------------------------------ | ------------------------------------------------- | ------------------ |
| 1950 | Caddiemastern Harriet Lövstedt | Hillmans detektivbyrå: Vattengraven Folke Mellvig | Lars Madsén        |
| 1951 | Eva                            | Hillman & Son: Oskrivet blad Folke Mellvig        | Lars Madsén        |
| 1951 | Eva                            | Hillman & Son: Mord på löpande band Folke Mellvig | Lars Madsén        |
| 1957 | Tora Jensen                    | Grönt för mord Folke Mellvig                      | Arne Mattsson      |
| 1958 | Greta Ekström                  | Flyg fula fluga... Folke Mellvig                  | Carl-Otto Sandgren |